# (1711) Sandrine
(1711) Sandrine – planetoida z pasa głównego asteroid okrążająca Słońce w ciągu 5 lat i 87 dni w średniej odległości 3,01 au. Została odkryta 29 stycznia 1935 w Observatoire Royal de Belgique w Uccle przez Eugène’a Delporte. Nazwa planetoidy pochodzi od imienia córki siostrzenicy Georgesa Rolanda, administratora Observatoire Royal de Belgique. Przed jej nadaniem planetoida nosiła oznaczenie tymczasowe (1711) 1935 BB.